# Nervilieae
Nervilieae Dressler, 1990 è una piccola tribù di piante spermatofite monocotiledoni appartenenti alla famiglia delle Orchidacee.

## Etimologia
Il nome di questa tribù deriva dal genere Nervilia Comm. Ex Gaudich. (1826) . L'etimologia del nome deriva dal latino (= nervo) e si riferisce alla morfologia delle foglie di alcune specie di questa tribù. La denominazione di questa tribù è stata proposta dal botanico Robert Louis Dressler (1927 - ) nella pubblicazione “Lindleyana - Scientific Journal of the American Orchid Society” del 1990.

## Descrizione
I dati morfologici si riferiscono soprattutto alle specie europee e in particolare a quelle spontanee italiane.
Sono delle pianta erbacea non molto alte. La forma biologica prevalente è geofita rizomatosa (G rhiz), ossia sono piante perenni dotate di rizoma, un fusto sotterraneo dal quale, ogni anno, si dipartono radici e fusti aerei. Alcune specie sono afille.  Sono inoltre orchidee terrestre in quanto contrariamente ad altre specie, non sono “epifite”, ossia non vivono a spese di altri vegetali di maggiori proporzioni.

### Radici
Le radici sono secondarie da rizoma (tipo tubero) oppure assenti; spesso le radici sono di tipo simpodiale.

### Fusto
- Parte ipogea: la parte sotterranea del fusto consiste in rizomi di tipo coralloide oppure tuberi, entrambi con funzioni stolonifere. La consistenza di questi organi è piuttosto carnosa.
- Parte epigea: la parte aerea del fusto è eretta e breve. Se i fusti sono afilli (senza foglie clorofilliane) il colore è bruno e ai nodi sono presenti delle guaine membranose più chiare quasi gialle.

### Foglie
Fondamentalmente la tribù si divide in due tipi di piante: quelle senza foglie (subtribù Epipogiinae) oppure con foglie (subtribù Nerviliinae). Nel primo caso le foglie sono ridotte a delle squame brunastre a consistenza membranosa. Queste piante non avendo foglie verdi (sono quindi incapaci di produrre sostanze organiche dalla fotosintesi clorofilliana) sono fondamentalmente saprofite. Nel secondo caso le foglie sono quasi sempre basali molto ovate (quasi peltate) o cuoriforme; quelle cauline sono molto ridotte e fortemente amplessicauli. La lamina fogliare si presenta con delle nervature molto evidenti e chiare; pelosa sulla parte superiore e violacea in quella inferiore.

### Infiorescenza
L'infiorescenza è una spiga di tipo racemoso con pochi o tanti fiori. I fiori sono posti alle ascelle di brattee di tipo squamiforme o ovato-lanceolate. I fiori sono resupinati oppure no secondo il genere di appartenenza. Il peduncolo è sottile e allungato, ma dilatato all'altezza dell'ovario. Nel genere Nervilla il peduncolo è caduco, ma anche i fiori sono effimeri (durano 1 – 4 giorni).

### Fiori
I fiori sono ermafroditi ed irregolarmente zigomorfi, pentaciclici (perigonio a 2 verticilli di tepali, 2 verticilli di stami (di cui uno solo fertile – essendo l'altro atrofizzato), 1 verticillo dello stilo).

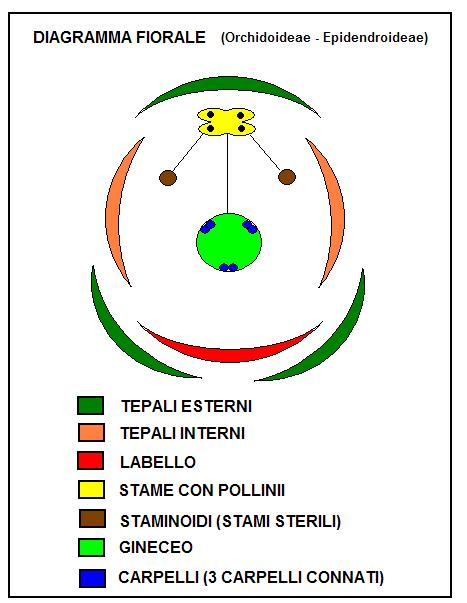
Diagramma fiorale

- Formula fiorale: per queste piante viene indicata la seguente formula fiorale:

X, P 3+3, [A 1, G (3)], infero, capsula
- Perigonio:  il perigonio è composto da 2 verticilli con 3 tepali (o segmenti) ciascuno (3 interni e 3 esterni). I tepali, sia esterni che interni in genere sono molto simili a forma lanceolata. Il portamento di questi tepali può essere pendulo o patente. Inoltre possono essere conniventi oppure liberi.
- Labello:  il labello è il tepalo centrale più interno a forma allungato-ovata terminate con dei lobi (normalmente i lobi sono 3). Nella parte posteriore è presente un ampio sperone basale, saccato, arcuato verso l'alto e nettarifero. In certe specie è formato da due parti distinte (epichilo e ipochilo).
- Ginostemio:  lo stame con le rispettive antere (in realtà si tratta di una sola antera fertile biloculare – a due logge) è concresciuto con lo stilo e forma una specie di organo colonnare chiamato "ginostemio"[7]. Questa struttura in questa tribù a seconda del genere può essere lunga (Nervilia)  o breve (Epipogium) . Il polline ha una consistenza gelatinosa; si trova nelle due logge dell'antera, queste sono fornite di ghiandole vischiose (chiamate retinacoli). I pollinii sono inseriti sui retinacoli tramite delle caudicole e sono racchiusi in una borsicola rostellare. Lo stigma è posto alla base del ginostemio, mentre il rostello in alcune specie è ampio, mentre in altre specie può essere ridotto.
- Ovario: l'ovario in posizione infera  è formato da tre carpelli fusi insieme[8].

### Frutti
Il frutto è una capsula.  Al suo interno sono contenuti numerosi minutissimi semi piatti. La maturazione di questi frutti in queste specie avviene abbastanza velocemente. I semi sono privi di endosperma e gli embrioni contenuti in essi sono poco differenziati in quanto formati da poche cellule. Queste piante vivono in stretta simbiosi con micorrize endotrofiche, questo significa che i semi possono svilupparsi solamente dopo essere infettati dalle spore di funghi micorrizici (infestazione di ife fungine). Questo meccanismo è necessario in quanto i semi da soli hanno poche sostanze di riserva per una germinazione in proprio.

## Biologia
La riproduzione di questa pianta avviene in due modi: 
- per via sessuata grazie all'impollinazione degli insetti pronubi; la germinazione dei semi è tuttavia condizionata dalla presenza di funghi specifici (i semi sono privi di albume – vedi sopra).
- per via vegetativa in quanto il rizoma possiede la funzione vegetativa per cui può emettere gemme avventizie capaci di generare nuovi individui.

## Distribuzione e habitat
Le specie afille di questa tribù, in quanto saprofite, preferiscono vivere nel fitto dei boschi su substrati ricchi di humus. Comunque anche le altre specie prediligono zone non troppo in luce, all'ombra delle foreste.
La distribuzione è tropicale e subtropicale soprattutto relativa all'Eurasia (fino all'arcipelago delle Filippine e Taiwan); alcune specie sono presenti in Africa (Madagascar) e anche in Australia.

## Tassonomia
Le Orchidaceae sono una delle famiglie più vaste della divisione tassonomica delle Angiosperme; comprende 788 generi e più di 18500 specie. Il Sistema Cronquist assegna la famiglia delle Orchidaceae all'ordine Orchidales mentre la moderna classificazione APG la colloca nel nuovo ordine delle Asparagales. Sempre in base alla classificazione APG sono cambiati anche i livelli superiori (vedi tabella iniziale).

### Filogenesi
La tribù delle Nervilieae appartiene alla sottofamiglia chiamata Epidendroideae (una delle cinque sottofamiglie in cui è suddivisa la famiglia delle Orchidacee – si tratta del gruppo più numeroso con circa 4/5 delle specie dell'intera famiglia) che da un punto di vista filogenetico (insieme alla sottofamiglia delle Orchidoideae) rappresentano l'ultima fase dello sviluppo delle Orchidee. Insieme alla sottofamiglia più primitiva delle Vanilloideae (priva di pollinii) fanno parte del ben distinto clado delle “Monandrae” (vecchia definizione di sottofamiglia delle Orchidee) caratterizzato dalla presenza di un solo stame fertile. Mentre la presenza dell'antera inclinata sopra l'apice del ginostemio e provvista di becco è un carattere tipico delle Epidendroideae e quindi delle Nervilieae.
Il botanico Robert L. Dressler inizialmente aveva limitato la tribù al solo genere Nervilia, in seguito, in base a recenti ricerche sul DNA, sono stati aggiunti alcuni generi raggruppati nella sottotribù delle Epipogiinae. Inserimento che gli stessi autori della ricerca considerano provvisorio e da verificare più a fondo.

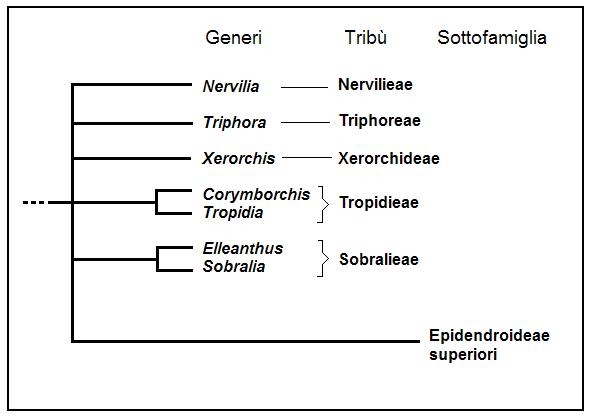
Cladogramma relativo alle tribù vicine a Nervilieae

Al livello superiore questa tribù, in base ad alcune ricerche filogenetiche tramite il DNA plastidiale è molto vicina al clade delle “Epidendroideae superiori”, nonché alle tribù delle Triphoreae, Xerorchideae, Sobralieae e Tropidieae.
La struttura tassonomica presentata in questa sede è quella per il momento maggiormente accreditata sulla base delle evidenze filogenetiche.

### Generi
La tribù attualmente comprende 3 generi suddivisi in due sottotribù per un totale di 84 specie:
- Sottotribù: Nerviliinae Dressler (1990)

- Nervilia Comm. ex Gaudich. (1829) – 78 specie

- Sottotribù; Epipogiinae Schltr.

- Epipogium Borkh. (1792) – 5 specie  (specie presenti sul territorio italiano: 1 )
- Stereosandra Blume (1856) – 1 specie

Nota: il genere Silvorchis J.J.Sm. (1907) (1 specie) è stato trasferito nella sottotribù Orchidinae.

### Alcune specie

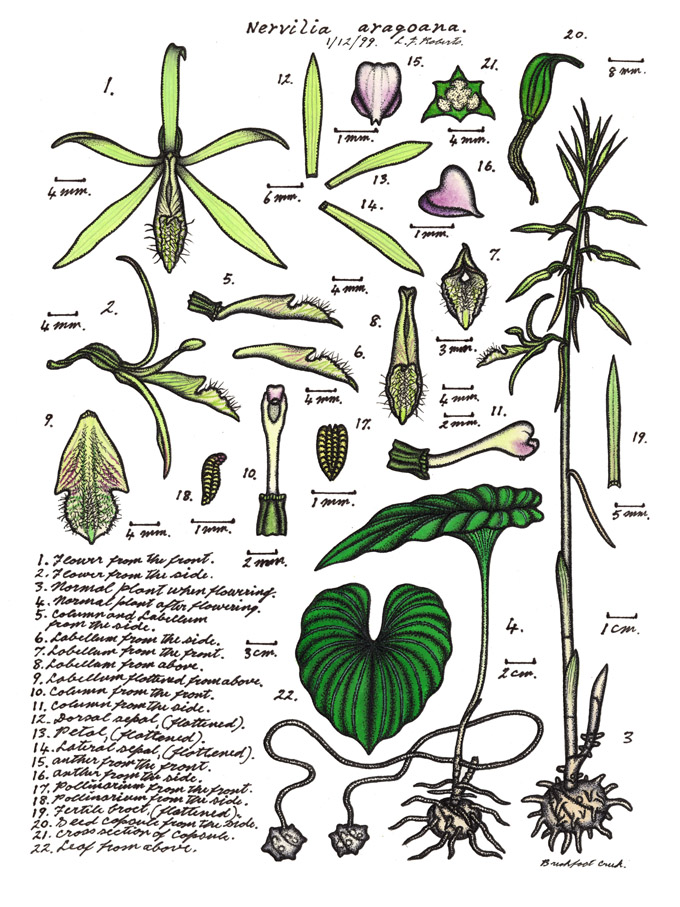
Nervilia concolor
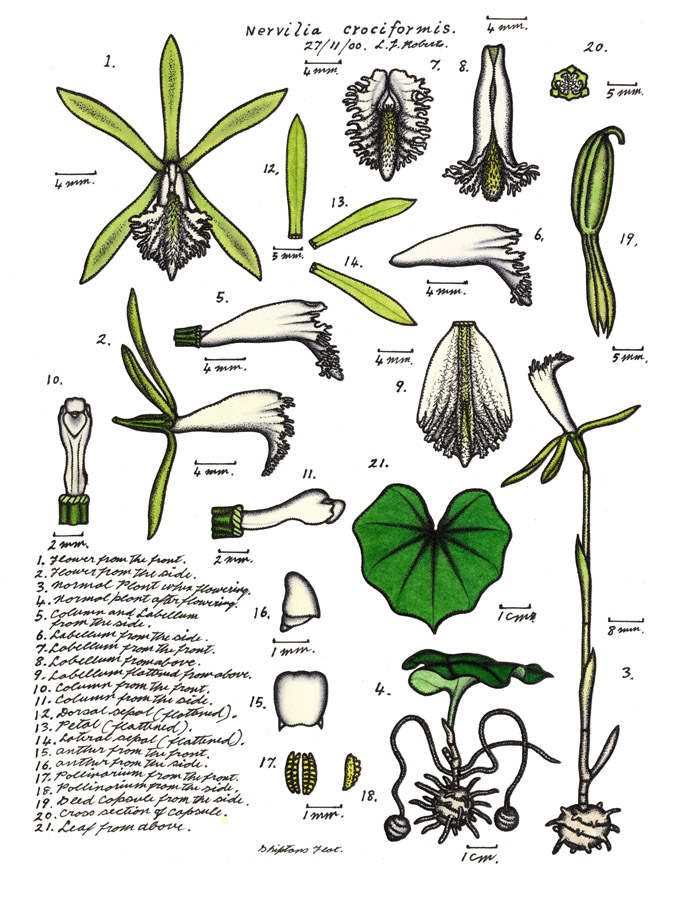
Nervilia crociformis
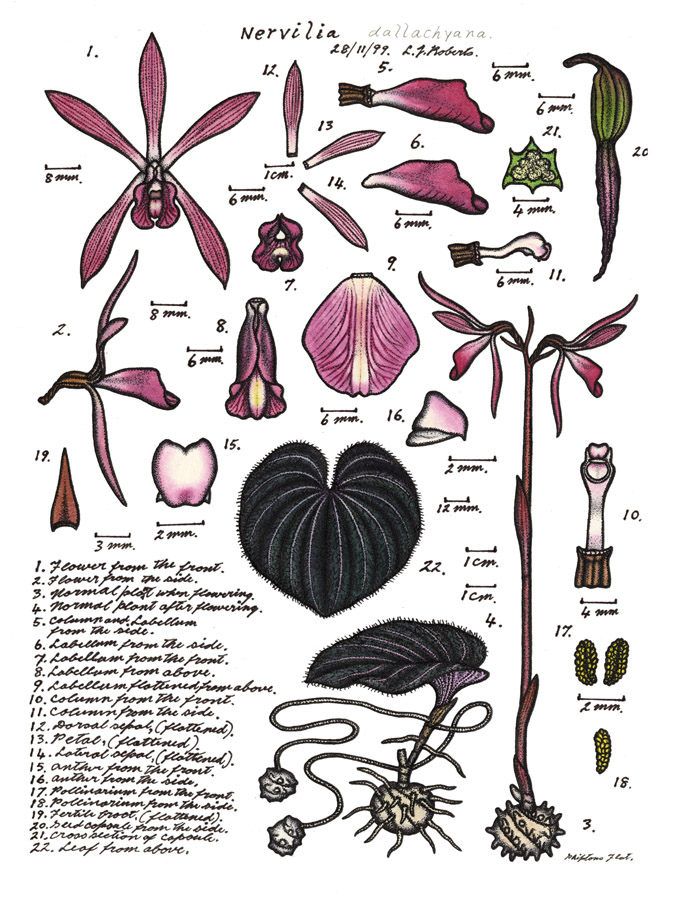
Nervilia plicata
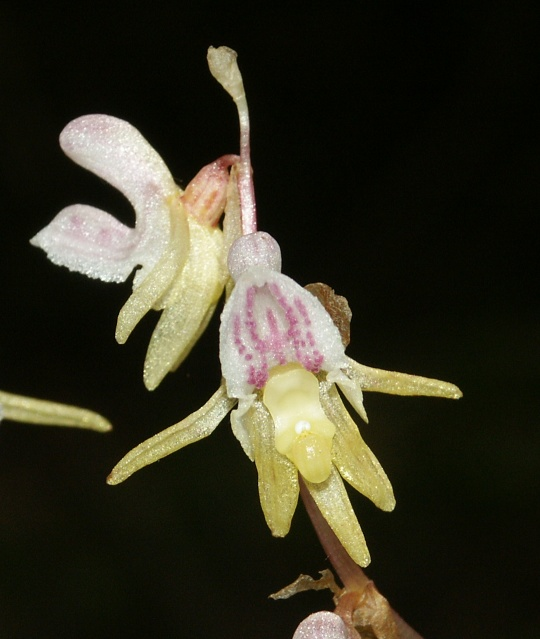
Epipogium aphyllum